# 威塞克斯王朝
威塞克斯王朝（另稱西薩克遜王朝）是一個最初統治英格蘭西南部威塞克斯王國的家族，從公元6世紀在徹迪克的統治下直到由阿爾弗雷德大帝及繼任者統一的英格蘭王國。
阿爾弗雷德大帝和他的繼任者也是這個王朝的一部分，這個王朝一直延續到阿爾弗雷德大帝的後代埃塞爾雷德和他繼任者埃德蒙二世 ，1016年埃德蒙二世與丹麥克努特大帝訂約共管英格蘭，當年埃德蒙二世去世，丹麥克努特大帝成爲英格蘭王國的統治者，並經過他的後代哈羅德一世和克努特二世的統治直到1042年。
克努特二世去世之後，他的同父異母的兄弟愛德華繼承了王位，結束了自1016年以來的丹麥統治，恢復了維塞克斯家族的統治。

## 王朝沿革
威塞克斯家族在阿爾弗雷德大帝（871-899）的後裔領導下，成爲統一英格蘭國家的統治者。阿爾弗雷德的
兒子長者愛德華通過征服維京人占領的麥西亞王國和東盎格利亞王國，將英格蘭統一在他的統治下。而他的兒子埃塞爾斯坦將王國擴展到位於默西河和亨伯河之上的諾森布里亞王國的北部土地，直到他的侄子埃德加成功繼承王位之後，才得以全面鞏固。英國君主制的這段時期被稱爲盎格魯-撒克遜時期，這是因爲在英格蘭的大多數定居者是盎格魯人（在麥西亞和東盎格利亞）或撒克遜人（在維塞克斯、埃塞克斯、米德爾塞克斯、薩里、薩塞克斯和諾森布里亞），少部分定居在肯特、懷特以及東薩塞克斯部分地區的朱特人與撒克遜人合并在一起。
這個歷史局面於995年被入侵的丹麥國王斯威恩-福克比德所打破。1012年斯威恩擊敗了埃塞爾雷德，自稱為英格蘭國王，并於1014年由他的兒子哈羅德一世和克努特二世的統治直到1042年。
克努特二世去世之後，在懺悔者愛德華的領導下，盎格魯-撒克遜王國又捲土重來。愛德華是決策無方者埃塞爾雷德的兒子，愛德華去世後，他的王位由哈羅德·戈德温森繼承。他是戈德溫特家族的成員。黑斯廷斯戰役之後，諾曼底公爵成爲統治英格蘭的威廉一世。盎格魯-撒克遜人試圖以埃德加-艾瑟林（埃德蒙二世的孫子）的名義恢復統治，但是沒有成功。歷史史料沒有證據表明維塞克斯的男系家族在埃德加-艾瑟林之後延續。埃德加的侄女瑪蒂爾達後來嫁給了威廉一世的兒子亨利一世，兩個王朝因此形成了一種血緣聯係，因此亨利二世被認爲是維塞克斯家族的女系後裔。